# 松櫛圓盾介殼蟲
松櫛圓盾介殼蟲（学名：Hemiberlesia pitysophila）为盾介殼蟲科櫛圓盾介殼蟲屬下的一个种。